# Smokings Rockshow
Smokings Rockshow war eine deutsche Musikgruppe. Sie wurde 1985 gegründet und 1988 aufgelöst.

## Bandgeschichte
1985 gründete Burkhard Lasch die Band als Nachfolgeband von Petra Zieger und die Smokings. Lasch besetzte die Band mit:
- Michael Barakowski (Gesang) von Perl
- Marion Sprawe (Gesang) von Juckreiz
- Alexander Kirfe (Gesang, Saxophon, Keyboard) von den Smokings
- Michael Otter (Gesang, Gitarre)
- Uwe Geisler (Bassgitarre)
- Karsten Lipsius (Schlagzeug)

Künstlerischer Leiter der Band war Henning Protzmann von Karat.
Nachdem Lasch 1986 die DDR verlassen hatte, nannte sich die Band fortan Michael Barakowski und Freunde. Sprawe und Geisler verließen die Band, dafür kam Uwe Karsten von Wir.
Später wurde der Zusatz „und Freunde“ weggelassen, und die Band trat nur noch als Michael Barakowski auf. Zugleich stellten sich neue Erfolge ein.

## Diskografie

### Singles
- 1986: Wir sind die Liebe (Amiga)
- 1986: Rock´n´Roll Radio (Amiga)